# 메르세데스 카브랄

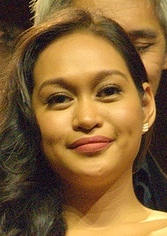

메르세데스 카브랄(Mercedes Cabral, 1986년 8월 10일 ~ )은 필리핀의 배우이자 영화배우이다.
마닐라에서 태어났다.

## 영화
- 오로라 (2018년)
- 묘지의 노래 (2016년)
- 하우스 바이 더 밤부 그로브 (2015년)
- 로시타 (2015년)
- 아베야 (2012년)
- 미크 (2012년)
- 자궁 (2012년)
- 포로 (2012년)
- 필그림 러버즈 (2011년)
- 스타-크로시드 러브 (2011년)
- 결혼식과 장례식 (2010년)
- 카레라 (2009년)
- 도살 (2009년)
- 박쥐 (2009년) - 이블린 역
- 서비스 (2008년)